# 马尔科姆三世
马尔科姆·麦克邓肯（中世纪盖尔语：Máel Coluim mac Donnchada；现代盖尔语：Maol Chaluim mac Dhonnchaidh，意为“邓肯之子马尔科姆”； 
1031年8月26日—1093年11月13日）是苏格兰国王（1058年–1093年11月13日在位），邓肯一世的长子。大多数现代的苏格兰君主列表简称其为马尔科姆三世。
马尔科姆更为人所知的称呼是他死后的稱号“大头”（Canmore，盖尔语中有“伟大的首领”之意） ，這可能是如实的文字记录，也可能是贊譽其出眾的领导能力 ；他的另一个绰号是“长脖子”。
马尔科姆在位长达35年，先于苏格兰-诺曼人时代之始。他因威廉·莎士比亚的戏剧《麦克白》而出名。 
马尔科姆的王国没有覆盖整个现代苏格兰：苏格兰北部和西部仍被斯堪的纳维亚人、北欧盖尔人及盖尔人所控制，直到十二世纪，苏格兰王国所控制的范围也并没有大大超出马尔科姆二世在位时的范围。马尔科姆多次向苏格兰王国发动继承战争，他征战的目的可能是为了征服英格兰诺森布里亚的伯爵领地。这些战争没有带来任何向南扩充领土的显著成效。
马尔科姆最主要的功绩只是在苏格兰安稳的统治了三十余年；
尽管他的地位是"王朝的缔造者"，但比任何历史记载都真实可靠的是，他的大多文治武功都是其幼子大卫及后裔为巩固统治而宣传编造的。
马尔科姆的第二任妻子威塞克斯的玛格丽特后来获授宣福礼，成了苏格兰唯一的王家圣人。而马尔科姆自己并非虔诚的信徒，他唯一的宗教贡献是建造了邓弗姆林修道院。

## 历史背景
1034年，马尔科姆的曾外祖父马尔科姆二世（肯尼思之子马尔科姆）驾崩，马尔科姆的父亲邓肯一世（克里南之子邓肯，Donnchad mac Crínáin）作为马尔科姆二世的外孙继位为苏格兰国王。据后来为威廉·莎士比亚创作戏剧《麦克白》带来灵感的编年史作者富尔顿的约翰所述，马尔科姆的母亲是诺森布里亚伯爵希华的一个侄女，但一份早期的国王列表中给她取了盖尔语名苏珊。其他的来源资料称，无论是女儿或是侄女都年龄太小而不适合结婚，因此，邓肯的母亲是希华的妹妹西比尔更可靠些，西比尔的名字转化成盖尔语可能为苏珊。
邓肯统治很不得人心，1040年8月15日邓肯在与麦克白塔德（芬莱克之子） 交战时被后者杀死。尽管莎士比亚的戏剧《麦克白》 将马尔科姆描述成了一个成年男子并把邓肯描述成了一位老者，但到邓肯被杀害时，马尔科姆还很幼小，马尔科姆和弟弟唐纳德·班都还只是孩子。1045年，马尔科姆的家人试图推翻麦克白塔德，但马尔科姆的祖父邓凯尔德的克里南在尝试中被打死。
邓肯死后不久，他两个年幼的儿子被送往安全的地方，具体位置尚无定论。一说马尔科姆（年龄大约9岁）被送往英格兰，他的弟弟唐纳德·班被送往小岛。基于富尔顿的约翰所述，人们认为在麦克白塔德长达十七年的统治中，马尔科姆在英格兰王国艾德沃德三世的宫廷里度过。
根据另一个版本，马尔科姆的母亲带着两个儿子去奥克尼伯爵索芬·西古德松的宫廷流亡，也许是邓肯的婚姻，使得奥克尼伯爵与麦克白塔德为敌。
1054年，英格兰军队在诺森布里亚伯爵希华的领导下入侵苏格兰。以将"坎布里亚国王之子马尔科姆"推上王位为目的。该马尔科姆历来被认为就是后来的马尔科姆三世。这种解释源于十四世纪富尔顿的约翰的苏格兰编年史，以及早期来源资料如马姆斯伯里的威廉的记述。后者报道称麦克白塔德同希华作战时被杀死，但事实上希华死在麦克白早死了两年。A.A.M.邓肯2002年在著作中，用《盎格鲁-撒克逊编年史》作为其辩论的事实依据，认为后世历史学家竟天真的把"马尔科姆"和后来成为苏格兰国王的马尔科姆三世当成一个人。 邓肯的说法随后得到了数个当代历史学专家的赞同，例如理查德·奥拉姆、道韦特·布罗恩和亚历克斯·伍尔夫等。也有人认为，那个马尔科姆是不列颠斯特拉思克莱德国王欧文二世之子。那个马尔科姆的母亲可能是苏格兰国王马尔科姆二世的女儿。
1057年的各种编年史报告称在1057年8月15日，麦克白塔德在阿伯丁郡隆发南死于马尔科姆之手。麦克白塔德的继承人是他的继子卢拉赫，他大约在1057年9月8日在斯昆加冕为王。 。1058年3月23日，“众叛亲离”的卢拉赫在亨特利附近被马尔科姆杀死。在此之后，马尔科姆成为国王。据富尔顿的约翰记述，马尔科姆可能在1058年4月25日加冕。

## 马尔科姆和玛格丽特
玛格丽特不是苏格兰人，她是匈牙利的阿加莎公主和盎格鲁撒克逊王子爱德华-阿特林的女儿。她在她的曾叔父--英国国王爱德华忏悔者--的宫廷里度过了大部分青春时光。她的家人为了躲避征服者威廉的追杀，在苏格兰海岸遭遇海难。马尔科姆国王与他们结为好友，并被美丽、亲切的玛格丽特所吸引。他们于1070年在邓弗姆林城堡结婚。
马尔科姆心地善良，但和他的国家一样，粗暴而没有教养。 他的国家也是如此。由于马尔科姆对玛格丽特的爱，她能够软化他的脾气，擦亮他的礼仪，并帮助他成为一个有道德的国王。 他的脾气，擦亮他的举止，并帮助他成为一个有德行的国王。他把 所有的家庭事务都交给她处理，并经常在国家大事上咨询她。
玛格丽特试图通过促进艺术和教育来改善她收养的国家。 促进艺术和教育。在宗教改革方面，她鼓励召开宗教会议 并出席了讨论，试图阻止神职人员和教友中的滥用行为。 牧师和教友内部的滥用行为。她和她的丈夫一起建立了几个教堂。
玛格丽特不仅是一位女王，还是一位母亲。她和 马尔科姆有六个儿子和两个女儿。玛格丽特亲自督促他们 宗教教育和其他学习。
虽然她在家庭和国家事务中忙得不可开交，但她仍然与世界保持距离。 虽然她忙于家庭和国家的事务，但她仍然与世界保持距离。她的私人 生活很简朴。她有一定的时间进行祈祷和读经。她 她吃得少，睡得少，以便有时间做奉献。
1093年，威廉-鲁弗斯国王突然袭击了 阿尔恩维克城堡。马尔科姆国王和他的长子爱德华被杀。玛格丽特。 在她的丈夫死后四天，已经在她的病床上死去

## 马尔科姆和威廉·鲁弗斯

英格兰国王(1087年–1100年在位)“红毛”威廉·鲁弗斯

威廉·鲁弗斯在他父亲去世后不久成为英格兰国王，马尔科姆没有干预罗贝尔的叛乱。在1091年，威廉·鲁弗斯  没收爱德加在英格兰的土地后爱德加逃离北上苏格兰。 5月，马尔科姆南下，并没有掠夺袭击，但围攻罗贝尔在1080年建成的纽卡斯尔。这似乎是一个为了促进边境南部的特维德河 向蒂斯河推进。这对英格兰的威胁足以让一直和罗贝尔·柯索斯战斗的威廉·鲁弗斯返回诺曼底。在9月，威廉·鲁弗斯率军回师，马尔科姆撤回英国北部。这次不像在1072年马尔科姆准备攻打英格兰，但由于罗贝尔·柯索斯和埃德加的干扰，马尔科姆不得不称承认英格兰的地位。
在1092年，和平被打破。威廉·鲁弗斯想要得到坎布里亚郡的领土，于是准备率领农民去攻打。但是几乎不可能成功，马尔科姆牢牢地控制着坎布里亚，威廉·鲁弗斯以坎布里亚是他父亲征服者威廉的他应该顺理成章的得到。马尔科姆派使者来讨论这个问题，威廉·鲁弗斯同意会谈。马尔科姆南下格洛斯特，在威尔顿修道院来看望他的女儿伊迪丝和嫂子克里斯蒂娜。马尔科姆在1093年8月24日来到了会谈的地点，威廉·鲁弗斯却拒绝谈判，坚决要得到坎布里亚。马尔科姆拒绝接受，并立即回到了苏格兰。
威廉鲁弗斯想要挑起战争， 但是，盎格鲁-撒克逊记载战争来临：
他们对国王马尔科姆回到苏格兰的行动极为不满。不久英格兰就集结了军队发起了向苏格兰的宣战 ...
马尔科姆和他的继承人爱德华都参加了这场战争， 在这场战争在，诺森比亚的苏格兰人满目疮痍。

## 死亡
马尔科姆率军向北进攻之时，被诺森比亚伯爵 罗伯特·德·诺布雷击中，他的土地已经满目疮痍，1093年11月13日在阿尼克 附近被阿尔科·莫雷尔在巴姆伯格堡杀死。这次战争史称阿尼克之战. 马尔科姆之子爱德华在这场战争中也身受重伤不久就死了。 阿尔斯特编年史记载：
苏格兰国王马尔科姆·麦卡邓肯和他的儿子爱德华在战争中战死。他的王后玛格丽特伤心过度，在9天后便去世了。
马尔科姆的尸体被送往泰恩茅丝修道院安葬。他的儿子亚历山大统治时将他到北迁葬，可能葬在邓弗姆林修道院，也可能葬在愛奧那島。
在1250年6月19日，教宗英诺森四世封马尔科姆第二任妻子玛格丽特为圣人。玛格丽特的遗体被挖出迁往邓弗姆林修道院安葬。马尔科姆和玛格丽特葬在一起。

## 子女
马尔科姆和因加有三个儿子：
1. 长子邓肯二世，苏格兰国王
2. 次子唐纳德，死于1094年
3. 三子马尔科姆，死于1085年

马尔科姆和玛格丽特有六个儿子，两个女儿：
1. 四子爱德华，1093年被杀害
2. 五子爱德蒙
3. 六子埃塞雷德，邓凯尔德修道院院长
4. 七子埃德加王，苏格兰国王
5. 八子亚历山大一世，苏格兰国王
6. 长女蘇格蘭的瑪蒂爾達，也叫伊迪絲，嫁英格兰国王亨利一世
7. 次女苏格兰的玛丽，嫁布洛涅伯爵尤斯塔斯三世
8. 九子大卫一世，苏格兰国王